# Joan Ignasi Elena
Joan Ignasi Elena y Garcia (Barcelona, 1968) es un abogado y político español. Fue alcalde de Vilanova i Geltrú entre los años 2005 y 2011 por el Partido de los Socialistas de Cataluña. Tras abandonar este partido, ha sido coordinador del Pacto Nacional por el Referéndum. El 22 de mayo de 2021 fue propuesto por Esquerra Republicana de Catalunya como Consejero de Interior durante la formación del Gobierno de Cataluña 2021-2025 presidido por Pere Aragonès.

## Biografía
Casado y padre de tres hijas, es licenciado en Derecho, abogado especializado en derecho laboral y derechos de autor.

## Trayectoria política
Desde 1983 a 2014 militó en el Partido de los Socialistas de Cataluña, y fue primer secretario de la Juventud Socialista de Cataluña (JSC) entre los años 1991 y 1993. Fue elegido diputado en las elecciones al Parlamento de Cataluña de 1992 y participó de las comisiones de Presupuestos, Economía y Justicia del Parlamento de Cataluña. Después de las elecciones municipales de 1999, fue elegido concejal en el Ayuntamiento de Villanueva y Geltrú y nombrado concejal de Régimen Interno y Personal, hasta las elecciones municipales de 2003, año en que ocupó la Concejalía de Cultura hasta su nombramiento como a alcalde de la ciudad, en 2005. Fue reelegido alcalde tras las elecciones municipales del 27 de mayo de 2007, y hasta el 2011. después de las elecciones municipales de 22 de mayo de 2011, es portavoz del Grupo Municipal Socialista. Elegido diputado en las elecciones al Parlamento de Cataluña de 2012, fue portavoz del Grupo Parlamentario Socialista en la Comisión de Cultura y Lengua y formó parte de las Comisiones de Justicia y Salud del Parlamento de Cataluña hasta 2014.
En diciembre de 2011 entró a formar parte de la nueva ejecutiva del PSC a raíz del nombramiento de Pere Navarro, ocupando el cargo de innovación y de impulso de la Alianza de Progreso, después de haber sido candidato a primer secretario. 
El 16 de enero de 2014, junto con Marina Geli y Núria Ventura, Joan Ignasi Elena votó a favor de pedir en el Congreso de España la potestad de hacer una consulta sobre la posible independencia de Cataluña, rompiendo así la disciplina de voto del grupo parlamentario; el resto de sus compañeros de partido votaron No, con la excepción de Ángel Ros, quien dejó su acta de diputado para evitar confrontarse con la dirección del PSC. Poco después de la votación, el portavoz del Grupo Parlamentario Socialista en el Parlamento de Cataluña, Maurici Lucena, pidió a los tres diputados díscolos que entregaran su acta de diputado, como había hecho Ros; de lo contrario, se reservaban el derecho de expulsarlos de la formación, decisión que aún no ha sido tomada. Forma parte de la corriente Avanzamos. 
El 16 de septiembre de 2014, Elena dejó el partido (solo él, no las otras dos diputadas), y se quedó en el Parlamento como diputado no adscrito. A finales del mismo mes, abandona el Parlamento siendo sustituido por Sergi Vilamala. 
El 23 de diciembre de 2016 fue elegido coordinador del Pacto Nacional por el Referéndum.
Durante su etapa como consejero de Interior, marcó como principales ejes del Departamento construir una policía más social, más cercana al territorio y apostó por la feminización y rejuvenecimiento de los cuerpos de seguridad. En enero de 2022 puso en marcha una medida para reservar un 40% de plazas para mujeres en los cuerpos operativos de la Generalidad de Cataluña (Mozos de Escuadra, Bomberos de la Generalidad y Agentes Rurales) en las futuras convocatorias de acceso.
En noviembre de 2021, durante su mandato en el Departamento de Interior, se estableció un nuevo techo de plantilla por el cuerpo de Mozos de Escuadra, que permitió incrementar en 3.739 plazas la dotación de la Policía de la Generalidad - Mozos de Escuadra, hasta llegar a una plantilla final de 22.006 efectivos policiales.
También a finales de 2021 se hizo efectiva la jubilación anticipada por los agentes de los Mozos de Escuadra a partir de los 60 años, una demanda histórica dentro del cuerpo, dado que eran el único cuerpo policial junto con la Ertzaintza sin ese derecho laboral, como sí tienen el resto de funcionarios de la Policía Nacional o la Guardia Civil.
En febrero de 2022, Joan Ignasi Elena anunció nuevos criterios a partir de los cuales se tramitarán los expedientes vinculados a la Ley de Seguridad Ciudadana. Con el objetivo de preservar derechos fundamentales, los procesos de instrucción pasarán a valorar, en primer lugar, si las conductas están amparadas por derechos fundamentales como el derecho de manifestación, reunión, información o libertad de expresión, siempre que se trate de actitudes pacíficas.